# Heinrich-Rinck-Weg 1

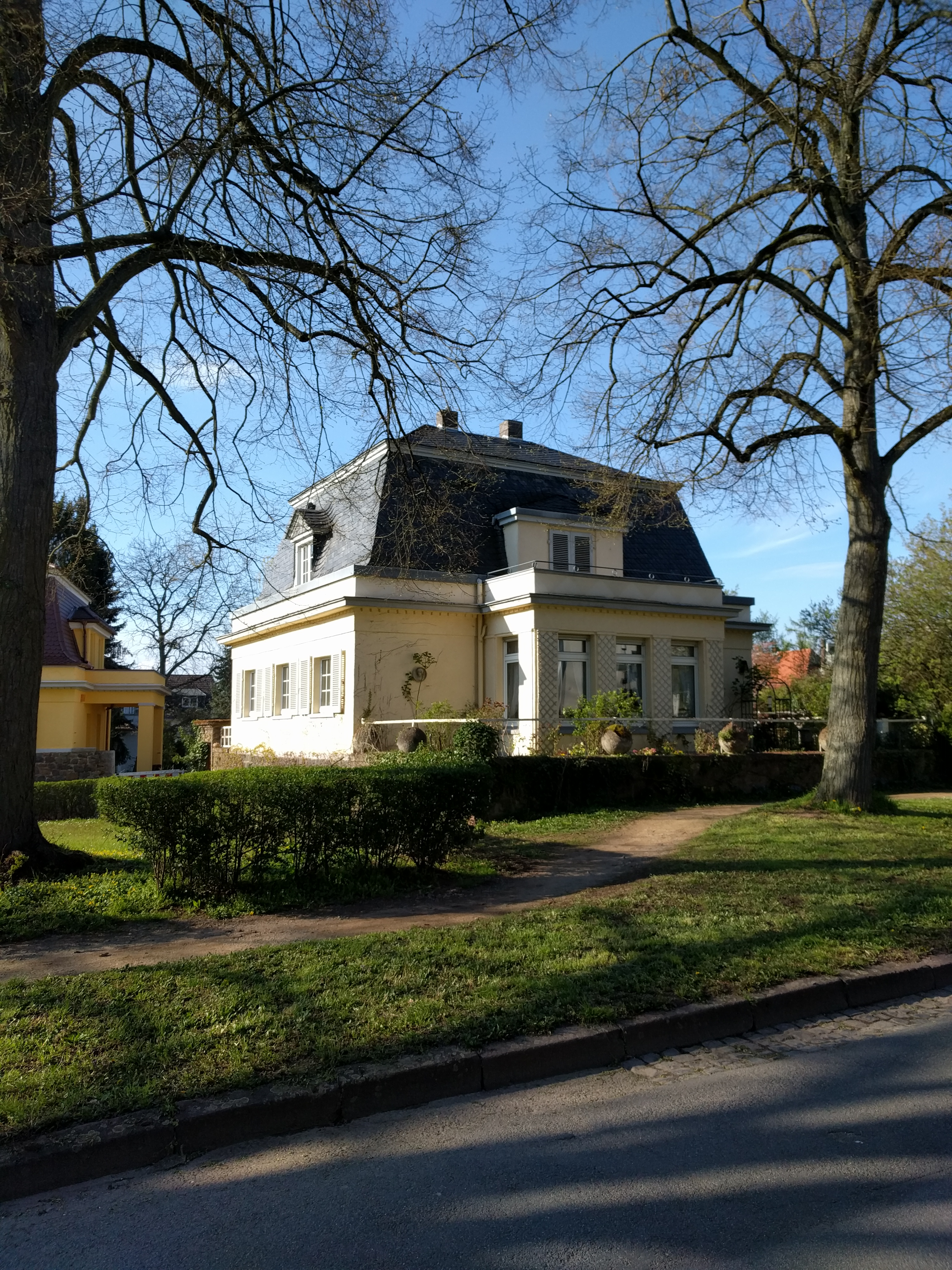
Heinrich-Rinck-Weg 1

Das Einfamilienhaus Heinrich–Rinck–Weg 1 ist ein unter Denkmalschutz stehendes Bauwerk in Darmstadt.

## Geschichte und Beschreibung
Das Einfamilienhaus wurde in den Jahren 1921 und 1922 nach Plänen des Architekten Jan Hubert Pinand erbaut. Stilistisch gehört das Gebäude zum Neobarock. Das Haus erinnert an barocke Gartenhäuser.
Typische Details sind:
- schlichter, wohlproportionierter Bau
- Obergeschoss befindet sich vollständig unter dem schiefergedecktem Mansarddach
- Staffelung des Dachabschlusses mit mehreren Gesimsen
- Gesimse wurden teilweise verziert verputzt

## Denkmalschutz
Das Einfamilienhaus im Heinrich-Rinck-Weg ist ein typisches Beispiel für den neobarocken Baustil in Darmstadt.
Aus architektonischen und stadtgeschichtlichen Gründen gilt das Gebäude als Kulturdenkmal.

## Varia
Das Einfamilienhaus im Heinrich-Rinck-Weg 1 ist baugleich mit dem Haus Heinrich-Rinck-Weg 3.